# Maróz
Maróz (niem. Groß Maransen) – wieś w Polsce położona w województwie warmińsko-mazurskim, w powiecie olsztyńskim, w gminie Olsztynek, nad jeziorem Maróz.
W latach 1975–1998 miejscowość administracyjnie należała do województwa olsztyńskiego. W latach 1973–77 w gminie Szkotowo.
Leży około 6 kilometrów na wschód od Waplewa i od drogi Warszawa-Gdańsk, w połowie drogi znajduje się stacja kolejowa ze zdewastowanym budynkiem dworca, w remoncie od 2019 roku. Wieś letniskowa jest popularnym ośrodkiem wypoczynkowym ze względu na okoliczne lasy oraz jezioro, oprócz prywatnych kwater znajdują się tu dwa ośrodki wypoczynkowe: szkolny – „Syrenka” oraz wojskowy – „Warmia”. Nad jeziorem znajdują się wypożyczalnie łódek oraz rowerów wodnych.

## Historia
Wieś powstała na początku XV w. jako osada bartnicza. W czasach krzyżackich wieś pojawia się w dokumentach w roku 1411, podlegała pod komturię w Olsztynku, były to dobra rycerskie. Maróz był kilkakrotnie zniszczony w czasie wojen polsko-krzyżackich. W 1519 r. we wsi gospodarowało na 10 łana pięciu bartników i jeden zagrodnik. W XVII w. wieś była w posiadaniu rodu Dohnów. Do 1720 r. działała smolarnia. Mieszkańcy wsi utrzymywali się głównie z bartnictwa, wyrobu smoły oraz połowu ryb. W 1939 r. we wsi było 112 mieszkańców (głównie Mazurów).
Po drugiej wojnie światowej liczba mieszkańców systematycznie spadała. W 2005 r. było ich tu tylko 63.